# Carla (album)
| Recensione              | Giudizio |
| ----------------------- | -------- |
| AllMusic                |          |
| Dizionario del Pop-Rock |          |

Carla è un album della cantante soul statunitense Carla Thomas, pubblicato dall'etichetta discografica Stax Records nell'ottobre del 1966.

## Tracce

### LP
Lato A
1. B-A-B-Y – 2:49 (David Porter, Isaac Hayes) – Registrato il 18 luglio 1966 a Memphis, Tennessee
2. Red Rooster – 3:55 (Willie Dixon) – Registrato il 15 agosto 1966 a Memphis, Tennessee
3. Let Me Be Good to You – 2:40 (David Porter, Isaac Hayes, Carl Wells) – Registrato (circa) marzo 1966 a Memphis, Tennessee
4. I Got You, Boy – 2:45 (Carla Thomas) – Registrato il 15 agosto 1966 a Memphis, Tennessee
5. Medley – 5:25 – Registrato il 15 agosto 1966 a Memphis, Tennessee

Lato B
1. What Have You Got to Offer Me – 2:46 (Carla Thomas) – Registrato il 18 luglio 1966 a Memphis, Tennessee
2. I'm So Lonesome I Could Cry – 3:22 (Hank Williams) – Registrato il 15 agosto 1966 a Memphis, Tennessee
3. I Fall to Pieces – 3:09 (Hank Cockran, Harlan Howard) – Registrato il 15 agosto 1966 a Memphis, Tennessee
4. You Don't Have to Say You Love Me – 3:25 (testo: Vito Pallavicini (italiano), Vicki Wickham e Simon Napier-Bell (inglese) – musica: Pino Donaggio) – Registrato il 15 agosto 1966 a Memphis, Tennessee
5. Fate – 3:08 (Isaac Hayes, James Cross, Carla Thomas) – Registrato il 15 agosto 1966 a Memphis, Tennessee
6. Looking Back – 4:20 (Clyde Otis, Brook Benton, Belford Hendricks) – Registrato il 15 agosto 1966 a Memphis, Tennessee

## Musicisti
- Carla Thomas – voce
- Altri musicisti partecipanti alle sessioni sconosciuti

Note aggiuntive
- Jim Stewart – produttore, supervisione
- Bill Kingsley – foto copertina album originale
- Ronnie Stoots – design copertina album originale
- Martha Jean "The Queen" Steinberg – note retrocopertina album originale [3]

## Classifica
Album
| Anno | Classifica             | Posizione raggiunta |
| ---- | ---------------------- | ------------------- |
| 1966 | Billboard 200          | 130                 |
| 1966 | Top R&B/Hip-Hop Albums | 7                   |

Singoli
| Anno | Titolo del brano      | Classifica            | Posizione raggiunta |
| ---- | --------------------- | --------------------- | ------------------- |
| 1966 | B-A-B-Y               | Billboard Hot 100     | 14                  |
| 1966 | Let Me Be Good to You | Billboard Hot 100     | 62                  |
| 1966 | B-A-B-Y               | Hot R&B/Hip-Hop Songs | 3                   |
| 1966 | Let Me Be Good to You | Hot R&B/Hip-Hop Songs | 11                  |